# الحملة السويسرية لحظر الألغام الأرضية
الحملة السويسرية لحظر الألغام الأرضية أو( SCBL) هي عضو في الحملة الدولية لحظر الألغام الارضية ICBL وهي منظمة جامعة مكونة من حوالي 50 منظمة غير حكومية سويسرية تتجمع حول الهدف المشترك المتمثل في حظر الألغام الأرضية المضادة للأفراد، والأسلحة العشوائية المماثلة (مثل الذخائر العنقودية أو الألغام الأرضية المضادة للمركبات). على المستوى الوطني نجحت الحملة السويسرية لحظر الألغام الأرضية في الدعوة إلى فرض حظر وطني على الألغام الأرضية المضادة للأفراد وتوقيع سويسرا وتصديقها على معاهدة أوتاوا في 1995-1997. ضمن الحملة الدولية لحظر الألغام الأرضية، كانت الحملة السويسرية عضواً في مجموعة العمل غير الحكومية التي شاركت في رئاستها حتى نهاية عام 2004.

## أنشطة
شاركت الحملة السويسرية أيضًا في إنشاء (دعوة جنيف) التي تهدف في المقام الأول إلى إشراك الكيانات غير الدولية المسلحة في فرض حظر كامل على الألغام الأرضية المضادة للأفراد. علاوة على ذلك دعمت الحملة السويسرية إنشاء حملات وطنية أخرى للحملة الدولية لحظر الألغام البرية مثل الحملة النيبالية لحظر الألغام الأرضية ومؤخراً الحملة التركية لحظر الألغام الأرضية. كل من هذه المنظمات هي الآن أعضاء مستقلون في الحملة الدولية لحظر الألغام الأرضية. الحملة السويسرية هي أيضًا عضو في تحالف الذخائر العنقودية وتدعم الجهود الحالية لحظر الذخائر العنقودية.

## برنامج المساواة بين الجنسين والإجراءات المتعلقة بالألغام
نظرًا لأن برامج وأنشطة الإجراءات المتعلقة بالألغام لا تفيد النساء والرجال على قدم المساواة، فقد أطلقت (SCBL) برنامجاً حول نوع الجنس والإجراءات المتعلقة بالألغام في ديسمبر 2006. يشجع هذا البرنامج ويدعم قطاع الإجراءات المتعلقة بالألغام على تعميم المنظور الاجتماعي من خلال سياساته  وبرمجته وعملياته، وقد أصبح البرنامج كيانا مستقلاً منذ يوليو 2011، ويعد الهدف العام لبرنامج الرصد العالمي لمكافحة الألغام هو المساهمة في الحد من المعاناة التي يواجهها النساء والرجال والفتيات والفتيان  والناجين والأسر وأعضاء المجتمعات المتضررة كضحايا للألغام الأرضية. وهذا يكمل الجهود الحالية داخل منظومة الأمم المتحدة لتعميم مراعاة المنظور الجنساني في جميع مشاريع الإجراءات المتعلقة بالألغام؛ وذلك بتحسين فعالية الإجراءات المتعلقة بالألغام من خلال زيادة الوعي حول نوع الجنس والإجراءات المتعلقة بالألغام بين منظمات مكافحة الألغام والمنظمات الشعبية النسائية وأصحاب المصالح الآخرين، ويقع مكتب البرنامج في موقع مشترك مع (مركز جنيف الدولي لإزالة الألغام للأغراض الإنسانية) في مكاتبهم في جنيف بسويسرا.